# Golina (powiat drawski)
Golina – osada w Polsce położona w województwie zachodniopomorskim, w powiecie drawskim, w gminie Drawsko Pomorskie. W latach 1975–1998 miejscowość administracyjnie należała do województwa koszalińskiego. 

## Geografia
Osada leży ok. 700 m na zachód od wsi Zagozd, ok. 200 m na zachód od drogi wojewódzkiej nr 162, ok. 300 m na północ od jeziora Dołgie Małe.